# Итиносеки (княжество)
Княжество Итиносеки (яп. 村松藩 Итиноски-хан) — феодальное княжество (хан) в Японии периода Эдо (1660—1871). Итиносеки-хан располагался в провинции Муцу (современная префектура Иватэ) на острове Хонсю.

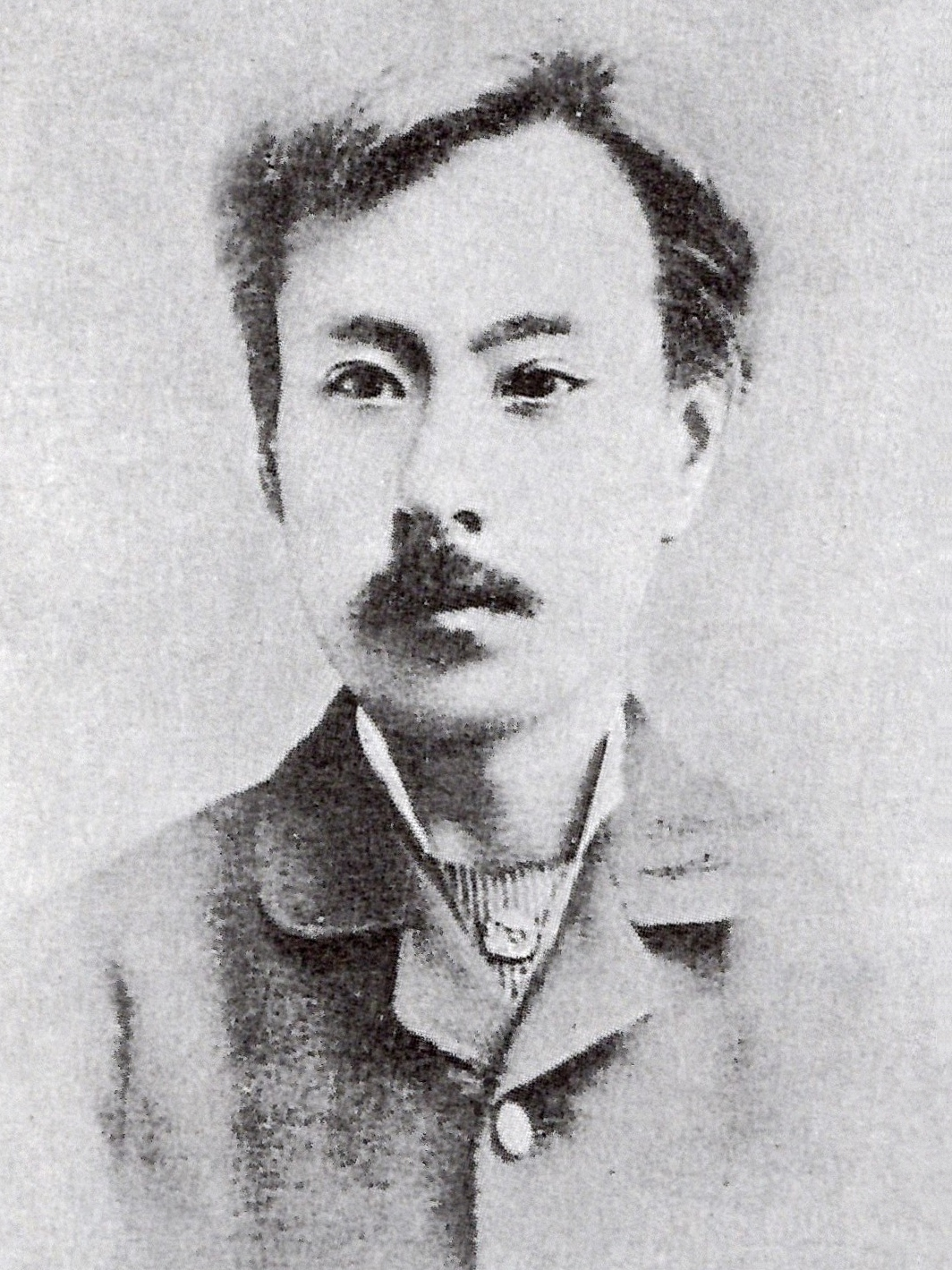
Тамура Куниёси (1852—1887), 10-й даймё Итиносеки-хана (1863—1868)

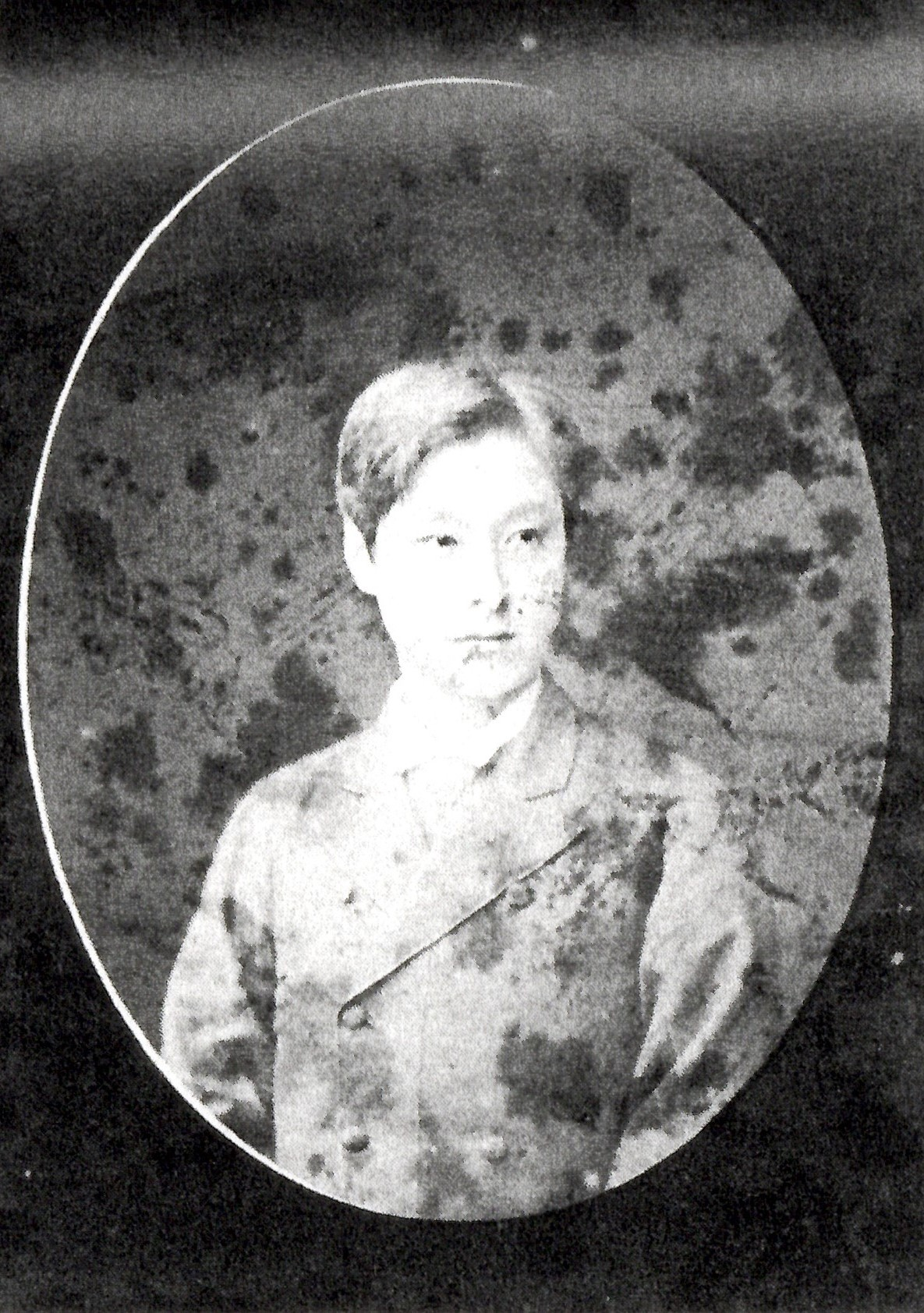
Тамура Такааки (1858—1922), последний (11-й) даймё Итиносеки-хана (1868—1871)

Административный центр хана: Итиносеки jin’ya в провинции Муцу (современный город Итиносеки, префектура Иватэ).
Сихан (яп. 支藩), дочернее княжество Сэндай-хана, а род Тамура был ветвью клана Датэ.

## История
Итиносеки-хан был создан в 1660 году для Датэ Мунэкацу (1621—1679), 10-го сына Датэ Масамунэ (1567—1636), 1-го даймё Сэндай-хана (1600—1636). Итиносеки-хан был дочерним княжеством Сэндай-хана. В 1671 году из-за спора внутри клана Датэ о преемственности Датэ Мунэкацу был лишен владений, которые вошли в состав отцовского Сэндай-хана.
В 1681 году Итиносеки-хан был восстановлен для Тамуры Татеаки (1656—1708), сына Тамуры Мунэёси (1656—1708), который ранее правил в Иванума-хане (1678—1681), другом дочернем хане Сэндай-хана. Дедом Мунэёси был Датэ Тадамунэ (1600—1658), второй сын Датэ Масамунэ и второй даймё Сэндай-хана (1636—1658). Клан Тамура управлял княжеством Итиносеки вплоть до Реставрации Мэйдзи. Тамура Нобуаки, 2-й даймё Итиносеки-хана (1708—1727), несмотря на статус тодзама-даймё, пользовался покровительством сёгуна Токугава Цунаёси. В период Бакумацу врачом из Итиносеки в 1822 году была создана медицинская школа в Сэндае.
Во время Войны Босин (1868—1869) Тамура Куниёси (1852—1887), предпоследний даймё Итиносеки-хана (1863—1868), вступил в Северный союз ханов, но вместе с Сэндай-ханом был вынужден сдаться императорским войскам спустя несколько месяцев.
В июле 1871 года после административно-политической реформы Итиносеки-хан был ликвидирован. На территории бывшего княжества первоначально была создана префектура Итиносеки, которая позднее стала частью современной префектуры Иватэ. Тамура Куниёси и его приёмный сын, Тамура Такааки (1858—1922), последний даймё Итиносеки-хана (1868—1871), получили титул виконта (сисяку) в новой японской аристократической системе (кадзоку).

## Список даймё
| #                              | Имя и годы жизни                           | Правление | Титул                                  | Ранг                        | Кокудара    | Примечание                                                                 |
| ------------------------------ | ------------------------------------------ | --------- | -------------------------------------- | --------------------------- | ----------- | -------------------------------------------------------------------------- |
| Род Датэ (тодзама) 1660—1671   |                                            |           |                                        |                             |             |                                                                            |
| 1                              | Датэ Мунэкацу (1621-1679) (яп. 伊達宗勝)   | 1660-1671 | Хёбу-но-сё (兵部少輔)                  | Пятый нижний (従五位下)     | 30,000 коку | Десятый сын Датэ Масамунэ                                                  |
| Род Тамура (тодзама) 1681—1871 |                                            |           |                                        |                             |             |                                                                            |
| 1                              | Тамура Татеаки (1656-1708) (яп. 田村建顕)  | 1681-1708 | Укё-но-дайфу (右京大夫)                | Пятый нижний (従五位下)     | 30,000 коку | Второй сын Тамуры Мунэёси (1637—1678), 1-го даймё Иванума-хана (1660—1678) |
| 2                              | Тамура Нобуаки (1670-1727) (яп. 田村建顕)  | 1708-1727 | Симоса-но-ками (下総守)                | Пятый нижний (従五位下)     | 30,000 коку | Приёмный сын предыдущего                                                   |
| 3                              | Тамура Мурааки (1707-1755) (яп. 田村村顕)  | 1727-1755 | Оки-но-ками (隠岐守)                   | Пятый нижний (従五位下)     | 30,000 коку | Приёмный сын предыдущего                                                   |
| 4                              | Тамура Муратака (1737-1782) (яп. 田村村隆) | 1755-1782 | Симоса-но-ками (下総守)                | Пятый нижний (従五位下)     | 30,000 коку | Сын Датэ Ёсимуры, даймё Сэндай-хана (1703—1743), приёмный сын предыдущего  |
| 5                              | Тамура Мурасукэ (1763-1808) (яп. 田村村資) | 1782-1798 | Сакё-но-дайфу (左京大夫)               | Пятый нижний (従五位下)     | 30,000 коку | Приёмный сын предыдущего                                                   |
| 6                              | Тамура Мунэаки (1784-1827) (яп. 田村宗顕)  | 1798-1827 | Укё-но-дайфу (右京大夫)                | Пятый нижний (従五位下)     | 30,000 коку | Приёмный сын предыдущего                                                   |
| 7                              | Тамура Куниаки (1817-1840) (яп. 田村邦顕)  | 1828-1840 | Сакё-но-дайфу (左京大夫)               | Пятый нижний (従五位下)     | 30,000 коку | Второй сын предыдущего                                                     |
| 8                              | Тамура Кунимити (1820-1857) (яп. 田村邦行) | 1840-1857 | Укё-но-дайфу (右京大夫)                | Пятый нижний (従五位下)     | 30,000 коку | Младший брат предыдущего                                                   |
| 9                              | Тамура Юкиаки (1580-1867) (яп. 田村通顕)   | 1857-1863 | Мимасака-но-ками (美作守); Jiju (侍従) | Четвертый нижний (従四位下) | 30,000 коку | Сын предыдущего                                                            |
| 10                             | Тамура Куниёси (1852-1887) (яп. 田村邦栄)  | 1863-1868 | нет                                    | Пятый (五位下)              | 30,000 коку | Сын самурая Исикавы Ёсимицу (1814—1874), приёмный сын предыдущего          |
| 11                             | Тамура Такааки (1858-1922) (яп. 田村崇顕)  | 1868-1871 | Укё-но-дайфу (右京大夫)                | Пятый нижний (従五位下)     | 30,000 коку | Младший брат предыдущего                                                   |